# 4089 Galbraith
4089 Galbraith este un asteroid din centura principală, descoperit pe 2 mai 1986, de Palomar Observatory.